# 詹姆斯·岡恩
詹姆斯·岡恩（英語：James Gunn，1966年8月5日—）是一名美国编剧、导演、监制、演员和小说家。他是演员西恩·古恩、馬特·古恩和布萊恩·古恩的哥哥。

## 生平
詹姆斯·岡恩生于密苏里州的圣路易斯，具有爱尔兰血统。先后获得圣路易斯大学艺术学本科和哥伦比亚大学的艺术创作硕士学位。
1990年代后期成为一名编剧。编剧作品包括 Tromeo and Juliet (1996), 《史酷比》(2002)及其续集《史酷比2：怪兽偷跑》(2004)，以及2004年的《活人生吃》。
2006年的恐怖片 Slither 为其导演处女作。随后编导了一系列网络短片 James Gunn's PG Porn 和超级英雄片 Super (2010) 。

### 星際異攻隊
2014年迪士尼出品的超級英雄電影《星際異攻隊》取得票房与口碑的双成功让其获得广泛关注。2017年又执导了续集《星際異攻隊2》。
2018年7月20日，昆恩因批評川普而被右翼網紅從推特翻出多年前發表的一些關於恋童癖和强奸的低俗笑話，而被迪士尼除去《星際異攻隊3》導演一職。7月31日，《星際異攻隊》各主要角色都在Instagram 與Twitter上發表聲明 ，希望迪士尼可以重新雇用岡恩，此舉贏得廣大網友迴響。不過迪士尼仍然開除了昆恩。
2018年10月9日，消息指出昆恩正在與華納公司交涉，並將執筆《自殺突擊隊》劇本，這件事在當天稍晚火速得到華納公司證實，並且詹姆斯將可能會接任該片導演。
2019年3月16日，迪士尼宣布昆恩將回歸執導《星際異攻隊3》，自2018年7月詹姆斯離職以來，除了考量其真心悔改之外，再多方的考量之下，決定改變決策方向重新雇用詹姆斯。

### DC工作室
2022年11月，华纳兄弟聘请詹姆斯·古恩与彼得·萨弗兰出任新成立的DC工作室（DC Studios）的联合主席及联合CEO，DC Studios将取代DC影业并继承其下的电影、影视剧集以及动画等业务。

## 作品列表
| 年份      | 標題                                               | 职务     | 职务 | 职务 | 职务 | 职务                        | 备注             |
| 年份      | 標題                                               | 导演     | 编剧 | 监制 | 演员 | 角色                        | 备注             |
| --------- | -------------------------------------------------- | -------- | ---- | ---- | ---- | --------------------------- | ---------------- |
| 1996      | 《傻密歐與茱麗葉》                                 |          | 是   |      | 是   | The "Found a Peanut" Father | 助理导演         |
| 2000      | 《患難英雄見真情》                                 |          | 是   | 是   | 是   | Minute Man                  |                  |
| 2000      | 《公民毒魔：毒魔復仇4》                            |          |      |      | 是   | Doctor Flem Hocking         |                  |
| 2002      | 《史酷比》                                         |          | 是   | 是   |      |                             |                  |
| 2003      | 《黎明密碼》                                       |          |      |      | 是   |                             |                  |
| 2003      | 《Doggie Tails, Vol. 1: Lucky's First Sleep-Over》 |          |      |      | 是   | Riley                       | DVD首映          |
| 2004      | 《活人生吃》                                       |          | 是   |      |      |                             |                  |
| 2004      | 《史酷比2》                                        |          | 是   | 是   |      |                             |                  |
| 2004      | 《棒棒糖之戀》                                     |          | 是   | 執行 | 是   | James                       |                  |
| 2006      | 《撕裂人》                                         | 是       | 是   |      | 是   | Hank                        |                  |
| 2008–2009 | 《詹姆斯·岡恩之PG色情》                            | 是       | 是   | 執行 | 是   | 各種角色                    | 網路短片         |
| 2010      | 《犀利人夫》                                       | 是       | 是   |      | 是   | Demonswill                  |                  |
| 2012      | 《電鋸甜心》                                       |          | 是   |      |      |                             | 主機遊戲         |
| 2013      | 《激愛543》                                        | 部份     | 部份 |      |      |                             | 章節：〈Beezel〉 |
| 2013      | 《雷神索爾2：黑暗世界》                            | 中間片段 |      |      |      |                             | 未掛名           |
| 2013      | 《瘋狂摩托車》                                     |          |      |      | 是   |                             | 主機遊戲         |
| 2014      | 《星際異攻隊》                                     | 是       | 是   |      | 是   | Maskless Sakaaran           |                  |
| 2017      | 《星際異攻隊2》                                    | 是       | 是   |      |      |                             |                  |
| 2018      | 《復仇者聯盟3：無限之戰》                          |          | 部份 | 執行 |      |                             |                  |
| 2019      | 《靈異乍現》                                       |          |      | 是   |      |                             |                  |
| 2021      | 《自殺突擊隊：集結》                               | 是       | 是   |      |      |                             |                  |
| 2022      | 《和平使者》                                       | 是       | 是   | 執行 |      |                             | 電視劇；兼主創   |
| 2022      | 《星際異攻隊 聖誕特別篇》                          | 是       | 是   | 執行 |      |                             | 電視特輯；兼主創 |
| 2023      | 《星際異攻隊3》                                    | 是       | 是   |      | 是   | Lambshank                   | 配音             |
| 2024      | 《生物突擊隊》                                     |          | 是   |      |      |                             |                  |
| 2025      | 《超人》                                           | 是       | 是   |      |      |                             |                  |
| 2026      | 《威利狼大戰阿卡米公司》                           |          | 故事 |      |      |                             | 未發行           |